# Steve Crocker
Pour les articles homonymes, voir Crocker.
Steve Crocker, né le 15 octobre 1944 à Pasadena en Californie, est l'inventeur des Requests For Comment (RFC) créées en 1969. Il est aussi l'auteur de la première RFC intitulée Host Software (« Logiciel hôte »), et de nombreuses autres.
En 2012, il entre au temple de la renommée d'Internet, dans la catégorie des pionniers.